# Dehaasia sumatrana
Dehaasia sumatrana är en lagerväxtart som beskrevs av Kostermans. Dehaasia sumatrana ingår i släktet Dehaasia och familjen lagerväxter. Inga underarter finns listade i Catalogue of Life.